# Sárospatak
Sárospatak (nemško: Potok am Bodroch slovaško Šarišský Potok, Blatný Potok) (slovensko: Blatni Potok) je mesto na Madžarskem, ki upravno spada pod podregijo Sárospataki Županije Borsod-Abaúj-Zemplén. Nahaja se na severu Madžarske 70 kilometrov severovzhodno od Miskolca, v dolini reke Bodrog. Mesto pogosto imenujejo enostavno Patak in je pomembno kulturno središče.